# Autoroute A2 (France)
Pour les articles homonymes, voir A2 et Autoroute A2.

L'autoroute française A2 relie l'autoroute A1 à hauteur de Combles dans la Somme à l'autoroute belge A7 à hauteur de Saint-Aybert dans le Nord. Par prolongement, l'autoroute relie ainsi Paris à Bruxelles. Elle dessert notamment les agglomérations de Cambrai et Valenciennes.
Elle mesure 78 km. Elle est partie intégrante de la route européenne 19. La section comprise entre l'A1 et la sortie no 15 est payante, car concédée à la SANEF. Elle a ouvert le 19 décembre 1972.

## Tracé
L'autoroute est entièrement à 2×2 voies. Entre l'A1 et la sortie 15, elle est payante et concédée à la SANEF jusqu'au 31 décembre 2032. La partie entre la sortie 15 et la Belgique est gratuite et gérée par la direction interdépartementale des routes Nord, elle fait partie du ressort de la Direction interdépartementale des Routes Nord.
La dernière section située entre la sortie 26 et la frontière est limitée à 120 km/h, l'unique endroit en France possédant cette limitation dans le pays. Cela est mis en place pour créer une continuité avec l'A7 belge (où les autoroutes sont limitées à 120 km/h)

### Son parcours
Section concédée à SANEF et payante.
- Échangeur entre A1 et A2 : Paris,  Charles-de-Gaulle, Senlis, Compiègne, Amiens (A29) (en provenance ou en direction de Paris, demi-échangeur)
  -   2 × 2 voies et limitation à 130 km/h.

Passage du département de la Somme à celui du Pas-de-Calais.
- Aires de repos de Rocquigny (sens  Paris - Bruxelles),  de Barastre (sens Bruxelles - Paris)
  -  Aires de service d'Havrincourt (sens Paris - Bruxelles),  de Graincourt (sens Bruxelles - Paris)
- Échangeur entre A26 et A2 à 22 km : Reims, Saint-Quentin, Lille (A1), Arras, Laon, Calais, Lyon (A5)

Passage du département de Pas-de-Calais à celui du Nord.
- 14 Cambrai à 27 km : Cambrai - ouest, Bapaume
- Péage de Thun-l'Évêque (à système fermé) à 37 km

Section non-concédée gérée par la DIR Nord et gratuite.
- 15 Hordain à 40 km : Amiens, Saint-Quentin par RD, Cambrai - nord, Bouchain, Aniche, Hordain, Iwuy,  Z. I. Hordain
- 16 Bouchain à 42 km : Bouchain, Hordain, Lieu-Saint-Amand,  Parc d'Activités Jean Monnet (de et vers Bruxelles, demi-échangeur)
- 17 Douchy-les-Mines à 43 km: Douchy-les-Mines, Neuville-sur-Escaut (sortie de et vers Paris, demi-échangeur)
- Échangeur entre A21 et A2 à 45 km : Denain - Nouveau-Monde, Douai, Escaudain, Somain, Aniche
- 18 Denain à 48 km : Denain - centre, Haulchin, Douchy-les-Mines   Z. I. Thiant
  -  Limitation à 110 km/h.
- 19 Z. I. Prouvy-Rouvignies à 51 km :  Aérodrome, Centre Routier, Douanier (sortie depuis Paris, quart-échangeur)
- 20 La Sentinelle à 53 km : Valenciennes - Le Vignoble, La Sentinelle, Trith-Saint-Léger, Anzin, Z. I. Prouvy-Rouvignies,  Aérodrome, Centre Routier +  Aires de service de La Sentinelle-Est (sens Paris-Bruxexlles),  de La Sentinelle-Ouest (sens Bruxexlles-Paris)
- Échangeur entre A23 et A2 à 54 km : Lille, Saint-Amand-les-Eaux, Valenciennes - Saint-Waast, Le Vignoble, Anzin,  Centre Hospitalier
- 21/21a/21b Valenciennes - centre à 55 km : Marly, Valenciennes, Solesmes, Le Cateau, Aulnoy-lez-Valenciennes, Universités
- 22a Maubeuge (RD 649) à 57 km : Maubeuge, Bavay, Le Quesnoy (de et vers Paris, demi-échangeur)
- 22b Marly à 57 km : Marly, Valenciennes - Le Roleur,  Z. I. Marly 1 (sortie de et vers Paris, demi-échangeur)
- 23 Saint-Saulve à 59 km : Marly, Valenciennes - Le Roleur, Saint-Saulve,  Z. I. Marly 2, Maubeuge, Bavay, Le Quesnoy
- 23.1 Sebourg à 62 km : Sebourg,  Parc d'Activités de la Vallée de l'Escaut - sud
- 24 Onnaing à 64 km : Onnaing,  Parc d'Activités de la Vallée de l'Escaut - nord
- 25 Vicq à 69 km : Vicq, Quiévrechain, Condé-sur-l'Escaut, Fresnes-sur-Escaut, Quarouble, Bruay-sur-l'Escaut, Saint-Saulve - Z. I.
  -  Aire de repos des Enclosis (sens  Bruxelles - Paris)
- 26 Crespin à 74 km : Crespin, Saint-Aybert, Thivencelle (de et vers Paris, demi-échangeur)
  -  Limitation à 120 km/h.
  -  Aire de repos de Saint-Aybert (sens  Paris - Bruxelles)
- Fin de l'autoroute A2

 France -  Belgique Frontière franco-belge à 76 km
- Entrée sur le territoire belge :  A7 en direction de : Bruxelles, Liège, Mons, Charleroi

### Travaux de Vicq
Entre septembre 2021 et juillet 2022, l'autoroute A2 a été coupée dans le sens Bruxelles-Paris au niveau de l'échangeur de Vicq pour une raison inconnue, bien qu'un communiqué faisait état de lutte "contre les réseaux de passeurs et le trafic de stupéfiants". Cette coupure a provoqué des bouchons importants ainsi que des nuisances pour les riverains puisque les véhicules devaient sortir de l'autoroute et traverser des quartiers résidentiels à proximité.

## Lieux sensibles
Dans son ensemble, le tracé est peu sinueux et il y a quelques pentes non dangereuses dans toute la partie concédée.
- Il y a une pente à 5 %, dans la partie non concédée, au niveau du raccordement avec l'A23.
- Bouchons fréquents autour de Valenciennes (sorties 19 à 23; échangeur avec l'A23) dans les deux sens[pertinence contestée].

## Départements, régions traversés
- Somme (80) (aucune sortie)
- Pas-de-Calais (62) (aucune sortie)
- Nord (59)

La totalité du tracé de l'autoroute se trouve en région Hauts-de-France.